# Jens Hjertø-Dahl
Jens Hjertø-Dahl (Tromsø, Troms, Noruega, 31 de octubre de 2005) es un futbolista noruego. Juega de mediocentro y su equipo actual es el Tromsø IL de la Eliteserien, máxima categoría del fútbol noruego.

## Trayectoria
En el año 2022 fue ascendido al primer equipo de Tromsø IL por el entrenador Gaute Helstrup. Estuvo en el banco de suplentes por primera vez en la Copa de Noruega el 22 de junio pero no tuvo minutos. Su siguiente convocatoria con los profesionales la tuvo el 30 de octubre, en la fecha 28 del campeonato noruego pero nuevamente no tuvo participación. Su equipo culminó la Eliteserien 2022 en séptima posición, en la copa nacional llegaron hasta cuartos de final.
Para la temporada siguiente se integró al primer equipo desde el comienzo. Debutó como profesional el 13 de mayo de 2023, ingresó en tiempo cumplido para enfrentar a Hamarkameratene y ganaron 1-2. Jugó su primer partido oficial con 17 años y la camiseta número 27.
En la primera ronda de la Copa de Noruega 2023, el 25 de mayo, fue titular por primera vez, se despachó con 2 goles y derrotaron 0-8 al HIF/Stein.
Tuvo más participación con el plantel principal en la temporada, jugó 18 partidos en la Eliteserien 2023, aunque fue titular solo en 3 oportunidades, finalizaron en tercera posición y ganaron un cupo para jugar ronda de clasificación a Conference League. En la Copa de Noruega totalizó 3 goles en los 4 partidos que estuvo presente, llegaron hasta octavos de final.

## Selección nacional
Ha sido internacional con la selección de fútbol de Noruega en las categorías sub-16, sub-17, sub-18, sub-19, sub-20 y sub-21.

## Estadísticas
Actualizado al último partido disputado el 13 de abril de 2025.
| Club                | Div.          | Temporada     | Liga  | Liga  | Liga   | Copas nacionales | Copas nacionales | Copas nacionales | Copas internacionales | Copas internacionales | Copas internacionales | Total | Total | Total  |
| Club                | Div.          | Temporada     | Part. | Goles | Asist. | Part.            | Goles            | Asist.           | Part.                 | Goles                 | Asist.                | Part. | Goles | Asist. |
| ------------------- | ------------- | ------------- | ----- | ----- | ------ | ---------------- | ---------------- | ---------------- | --------------------- | --------------------- | --------------------- | ----- | ----- | ------ |
| Tromsø IL · Noruega | 1.ª           | 2022          | 0     | 0     | 0      | 0                | 0                | 0                | —                     | —                     | —                     | 0     | 0     | 0      |
| Tromsø IL · Noruega | 1.ª           | 2023          | 16    | 0     | 1      | 4                | 3                | 1                | —                     | —                     | —                     | 20    | 3     | 2      |
| Tromsø IL · Noruega | 1.ª           | 2024          | 29    | 1     | 0      | 3                | 3                | 0                | 4                     | 1                     | 0                     | 36    | 5     | 0      |
| Tromsø IL · Noruega | 1.ª           | 2025          | 2     | 0     | 1      | 0                | 0                | 0                | -                     | -                     | -                     | 2     | 0     | 1      |
| Tromsø IL · Noruega | Total club    | Total club    | 47    | 1     | 2      | 7                | 6                | 1                | 4                     | 1                     | 0                     | 58    | 8     | 3      |
| Total carrera       | Total carrera | Total carrera | 47    | 1     | 2      | 7                | 6                | 1                | 4                     | 1                     | 0                     | 58    | 8     | 3      |
| 1. 2.               |               |               |       |       |        |                  |                  |                  |                       |                       |                       |       |       |        |